# Csöde
Csöde Község Zala vármegyében, a Zalaegerszegi járásban.

## Fekvése
Zala vármegye északnyugati csücskében, a Zala mellett fekvő két részből (Alsó- és Felsőcsöde) álló törpefalu; legközelebbi szomszédja, Felsőjánosfa már Vas vármegyében fekszik. Önkormányzata Zalalövőn működik.

### Közlekedés

#### Közút
A település alapvetően egy olyan mellékút (a 74 147-es számú út) mentén fekszik, amely a Zalaegerszeg nyugati agglomerációjától Zalalövőn át Őriszentpéterig húzódó 7411-es útból ágazik ki Felsőjánosfa nyugati szélén, déli irányban. Az említett út Alsócsödén, majd Felsőcsödén végighaladva egészen Kerkafalváig húzódik, de a Felsőcsöde utáni szakasza már csak önkormányzati útnak minősül.
Alsócsöde a 7411-es úthoz való közelsége miatt autóbusszal könnyen elérhető, Felsőcsödére azonban csak pár járat jár.

#### Vasút
Alsócsöde település közvetlen közelében húzódik a Bajánsenye–Zalaegerszeg–Ukk–Boba-vasútvonal, amelynek egyik megállója (Felsőjánosfa megállóhely) a községhatár közelében található. Így naponta több járat köti össze Zalalövővel és Zalaegerszeggel, de Körmend is közvetlenül elérhető a településről.

## Története
A település első említése 1342-ből Chede alakban való. Egészen a 19. századig „szeres” település volt, jobbágyok lakták. A 20. században nagy arányú elvándorlás jellemezte, aminek következtében lakossága mára megöregedett. Egyik településrésze (Pusztaszentpéter) mára már kihalt.
A mai község területén, Alsócsödétől nyugatra volt Szentmárton falu. Az 1600-as évek elején elpusztult templomának és az itteni pálos kolostornak nyomai ma is láthatóak, azokat ismertető tábla jelöli.
Az 1852-es Schematismus szerint Csöde felekezeti megoszlása a következő volt: 93 református, 62 katolikus.
A község területéhez tartozott két mára teljesen elnéptelenedett település is. Pácodon akkor 18 katolikust és 12 reformátust számláltak, a Szentmártoni majorban 11 katolikus lakott.
A 2000-es években a Zalalövő – Őrihodos vasútvonal megépítése után azonban egyre több turista keresi fel a települést, amelynek gazdasága fellendülőben van.

## Közélete

### Polgármesterei
- 1990–1994: Horváth József (független)[6]
- 1994–1998: ifj. Horváth József (független)[7]
- 1998–2002: Horváth József (független)[8]
- 2002–2006: Horváth József (független)[9]
- 2006–2010: Horváth József (független)[10]
- 2010–2014: Reszneki Gyuláné (független)[11][12]
- 2014–2019: Horváth József (független)[13]
- 2019–2024: Feketéné Fellner Marianna (független)[14]
- 2024– : Horváth József (független)[1]

A településen a 2010. október 3-i önkormányzati választás után, a polgármester-választás tekintetében nem lehetett eredményt hirdetni, mert a két jelölt, Horváth József és Reszneki Gyuláné (mindketten függetlenek) azonos számú szavazatot szereztek. Az emiatt szükségessé váló időközi választást még abban az évben, december 12-én megtartották, ott Reszneki Gyuláné ért el több szavazatot, így ő lett a polgármester a következő ciklusra.

## Népesség
A település népességének változása:
| Lakosok száma | 80   | 78   | 82   | 83   | 72   | 82   | 77   |
|               | 2013 | 2014 | 2015 | 2021 | 2022 | 2023 | 2024 |

A 2011-es népszámlálás idején a nemzetiségi megoszlás a következő volt: magyar 93%. A lakosok 52,6%-a római katolikusnak, 25% reformátusnak, 5,2% evangélikusnak, 5,2% felekezeten kívülinek vallotta magát (11,8% nem nyilatkozott).
2022-ben a lakosság 88,9%-a vallotta magát magyarnak, 2,8% németnek, 2,8% egyéb, nem hazai nemzetiségűnek (8,3% nem nyilatkozott; a kettős identitások miatt a végösszeg nagyobb lehet 100%-nál). Vallásuk szerint 36,1% volt római katolikus, 18,1% református, 8,3% evangélikus, 1,4% egyéb keresztény, 5,6% felekezeten kívüli (30,6% nem válaszolt).